# Djuba-Djuba
Djuba-Djuba (ryska: Дюба-Дюба) är en rysk dramafilm från 1993 regisserad av Aleksandr Chvan. Filmen tävlade i filmfestivalen i Cannes 1993.

## Skådespelare
- Oleg Mensjikov
- Anzjela Beljanskaja
- Aleksandr Negreba
- Grigori Konstantinopolskij
- Aleksandr Tjunin
- Viktor Terelja
- Vladimir Golovin
- Vitali Vasjedskij

1. ↑  läs online, Internet Movie Database , läst: 13 maj 2016.[källa från Wikidata]